# Bernd Knobloch
Bernd Knobloch (* 20. November 1951 in München) ist ein deutscher Manager und Rechtsanwalt.

## Leben
Knobloch ist der Sohn von Samuel und Charlotte Knobloch und hat zwei Schwestern (Sonja und Iris). Er schloss sein Studium der Rechtswissenschaften und der Betriebswirtschaftslehre 1977 an der Ludwig-Maximilians-Universität München ab und legte 1978 das Zweite juristische Staatsexamen ab. Nach seiner Zeit als geschäftsführender Partner der Allgemeinen Bauträgergesellschaft – Cederbaum und Partner wurde er 1992 in den Vorstand der Frankfurter Hypothekenbank berufen und 2004 Vorstandsvorsitzender der fusionierten Eurohypo, wo er für den Ausbau vom klassischen Kreditinstitut zur internationalen Immobilien- und Finanzbank verantwortlich zeichnete. Seit 2006 gehörte er auch dem Vorstand der Muttergesellschaft Commerzbank AG an. Im September 2008 schied er auf eigenen Wunsch sowohl aus dem Vorstand der Eurohypo als auch aus dem Vorstand der Commerzbank aus. Vom 17. November 2008 bis 13. August 2009 war er im Aufsichtsrat der Hypo Real Estate. Knobloch ist Präsident der Vereinigung der Freunde und Förderer der Johann Wolfgang Goethe-Universität Frankfurt am Main und Mitglied im Vorstand der Hertie-Stiftung. Seit 2016 gehört er der DFB-Ethik-Kommission an. Bernd Knobloch ist zudem in einer Rechtsanwaltskanzlei in München tätig.